# Galeidiplosis pleuridens
Galeidiplosis pleuridens är en tvåvingeart som beskrevs av Fedotova 2006. Galeidiplosis pleuridens ingår i släktet Galeidiplosis och familjen gallmyggor. Inga underarter finns listade i Catalogue of Life.